# Trashed (Lagwagon)
Trashed è il secondo album del gruppo punk rock Lagwagon, pubblicato il 4 Gennaio 1994.

## Tracce
- Tutte le tracce sono state scritte dai Lagwagon tranne dove specificato.

1. Island Of Shame – 2:39
2. Lazy – 1:48
3. Know It All – 2:29
4. Stokin' The Neighbors – 3:08
5. Give It Back – 2:35
6. Rust – 2:58
7. Goin' South – 2:00
8. Dis'chords – 3:15
9. Coffee And Cigarettes – 2:51
10. Brown Eyed Girl – 3:22 (Van Morrison)
11. Whipping Boy – 2:22
12. No One – 2:01
13. Bye For Now – 3:47
14. Mama Said Knock You Out – 1:30 (LL Cool J)

## Formazione
- Joey Cape - voce
- Chris Flippin - chitarra
- Shawn Dewey - chitarra
- Jesse Buglione - basso
- Derrick Plourde - batteria

## Curiosità
- Dalla setlist dell'album Fat Mike escluse la canzone "The Champ" perché la ritenne troppo Metal... il testo della canzone fu completato e registrato per essere inserito nella raccolta Let's Talk About Letfovers nel 1999
- La frase che precede il brano Lazy Does the word duh mean anything to you è pronunciata da Kristy Swanson nel celebre film Buffy l'ammazzavampiri del 1992.